# McGhee Tyson Air National Guard Base
La McGhee Tyson Air National Guard Base est une installation militaire commune située à l'aéroport McGhee Tyson (en). Elle est située à environ 16 km au sud du quartier central des affaires de Knoxville, près d'Alcoa, dans le comté de Blount, au Tennessee. C'était le site de la base aérienne McGhee Tyson de 1952 à 1960.

## Vue d'ensemble
McGhee Tyson ANGB est le siège de la 134e escadre de ravitaillement en vol (134 ARW) de la Garde nationale aérienne du Tennessee, une unité qui dépend du Commandement de la mobilité aérienne (AMC) qui fonctionne comme la titulaire de l'installation. Parmi les autres locataires de la base figurent le 119e Escadron de commandement et de contrôle (en), le I.G. Brown Air National Guard Training and Education Center (en), la Musique de la Garde nationale aérienne du Sud, et le 1er Escadron du 230e Régiment de cavalerie blindée (en) de la Garde nationale aérienne du Tennessee, qui exploite plusieurs hélicoptères OH-58 Kiowa Warrior.

## Histoire
L'annonce que l'armée de l'air américaine allait construire une base aérienne à l'aéroport McGhee-Tyson a été faite le 26 janvier 1951. Des chasseurs-intercepteurs basés à cet endroit défendraient les installations de la Commission de l'énergie atomique du laboratoire national d'Oak Ridge, l'usine d'aluminium Alcoa et le reste de la vallée du Tennessee, y compris les barrages vitaux de la Tennessee Valley Authority. La construction initiale a été estimée à 5,5 millions de dollars,. Les installations militaires construites sur le côté nord-ouest du terrain d'aviation sont restées séparées de l'aéroport civil.
La base a été officiellement ouverte le 9 août 1952 sous le nom de McGhee Tyson Air Force Base, mais les opérations d'alerte de défense aérienne y ont commencé beaucoup plus tôt. Le détachement fédéré de la Garde nationale aérienne du Tennessee, détachement 1, 105e escadron d'interception de chasse (en) a été affecté à la base alors qu'il était en service actif pendant la guerre de Corée. Affecté au commandement de la défense aérienne (ADC) et pilotant des F-47D Thunderbolts, le 105e FIS était basé à Berry Field à Nashville. Le 105e FIS est resté sur la base jusqu'au 1er janvier 1952, date à laquelle il a été remis sous le contrôle de l'État par la Garde nationale aérienne du Tennessee.
La Force centrale de défense aérienne (en) en service actif du Commandement de la défense aérienne, le 516e Groupe de défense aérienne (en) (516 ADG), a remplacé l'unité de la Garde nationale aérienne le 1er janvier 1952. Avec elle se trouvaient le 516e Escadron de base aérienne, le 516e Escadron de matériel et le 516einfirmerie. Entre 1200 et 1 400 aviateurs, avec une masse salariale annuelle de 1,5 million de dollars,, ont été affectés à la base.
L'unité tactique du 516e ADG était le 469e escadron de chasseurs-intercepteurs (en) (469 FIS), qui a initialement hérité des F-47 (anciennement P-47 Thunderbolts) de la Garde nationale aérienne, datant de la Seconde Guerre mondiale, et les a remplacés plus tard par des chasseurs à réaction F-86D Sabre. En 1953, le 460eescadron de chasseurs-intercepteurs (en) est devenu un deuxième escadron de F-86D à la base. Le 460e a été réaffecté à l'aéroport de Portland, en Oregon, en 1955, tandis que le 469e est resté à la TYS jusqu'en 1957, date à laquelle il a été désactivé,.

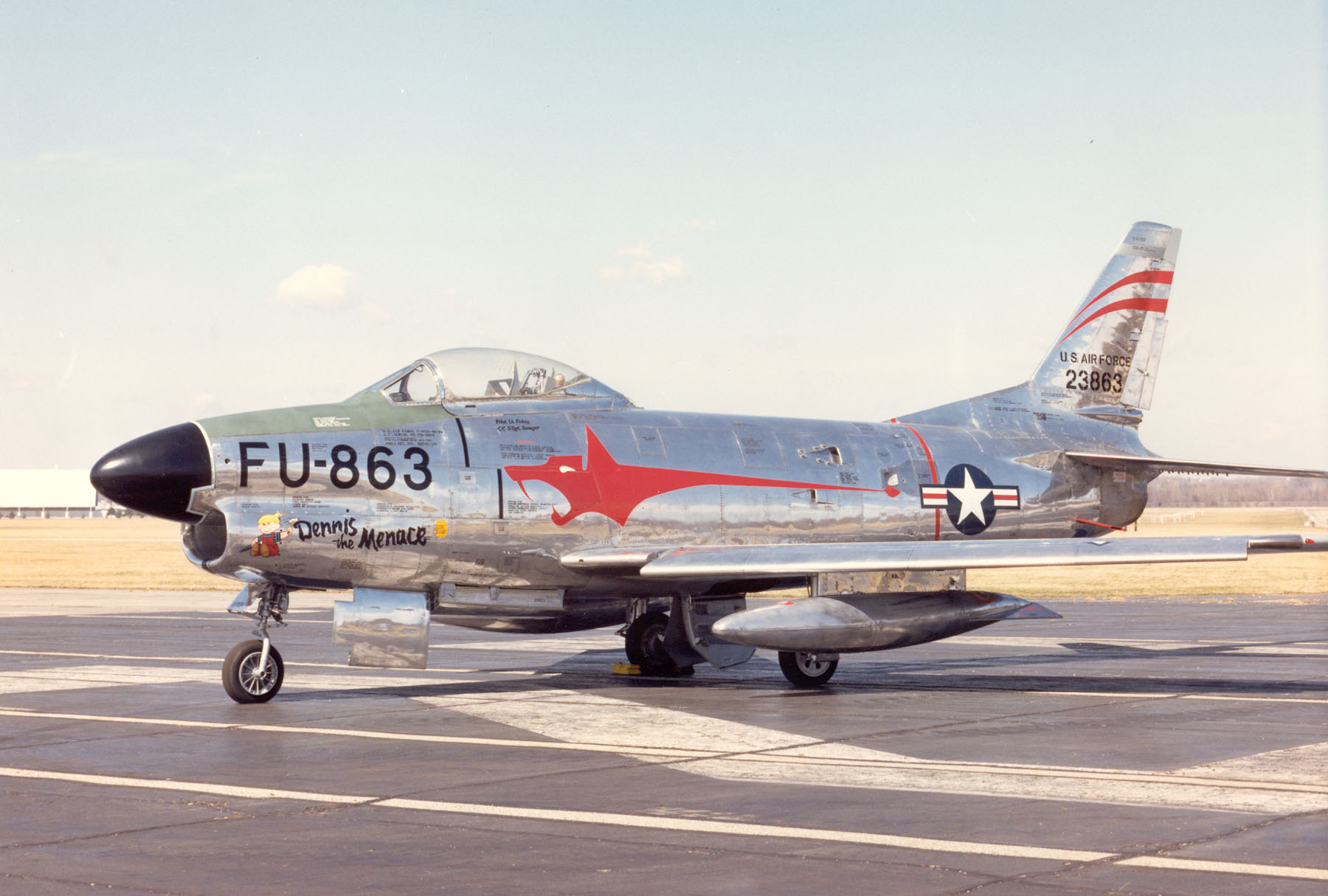
Sabre F-86D nord-américain au Musée national de l'armée de l'air des États-Unis. Ce type d'avion intercepteur a été affecté à la base aérienne McGhee Tyson dans les années 1950.

Le 516e groupe de défense aérienne a été rebaptisé 355e groupe de chasse (en) le 18 août 1955. Le 354 FIS a été activé avec des F-86D pour devenir le deuxième FIS. 
Le 29 août 1957, l'armée de l'air annonça la fermeture de la base, qui valait alors  7,75 millions de dollars,. Environ 4 000 membres de l'armée de l'air en service actif quittèrent la région, emportant avec eux 25,5 millions de dollars, d'équipement de la base. Les opérations régulières de l'armée de l'air à l'aéroport McGhee Tyson se sont terminées le 8 août 1958 et le 354 FIS a été désactivé à cette date. Le 355 FIS est resté en service jusqu'au 1er juillet 1960, date à laquelle il a été désactivé avec les escadrons d'interception F-86, et la base est passée sous le contrôle de la Garde nationale aérienne du Tennessee.
Le 134 ARW, qui est opérationnellement acquis par le Commandement de la mobilité aérienne (AMC), exploite des Stratotankers KC-135R pour la mobilité aérienne et le ravitaillement en vol des avions militaires.
L'ANGB McGhee Tyson abrite également le Centre de formation et d'éducation de la Garde nationale I.G. Brown Air et son Académie des sciences militaires (AMS) associée. Tout comme l'école de formation des officiers (en) (OTS) de l'armée de l'air américaine (USAF), l'AMS était une source alternative de mise en service pour les futurs officiers de l'USAF, principalement d'anciens aviateurs de la réserve de l'armée de l'air et de la garde nationale aérienne directement affectés à diverses unités du commandement de la réserve de l'armée de l'air et de la garde nationale aérienne dans l'ensemble des États-Unis,. Le programme AMS a été fusionné avec l'organisation de l'École de formation des officiers (OTS) à la base aérienne de Maxwell, en Alabama, en 2010.